# Parque nacional Sierra de Bahoruco

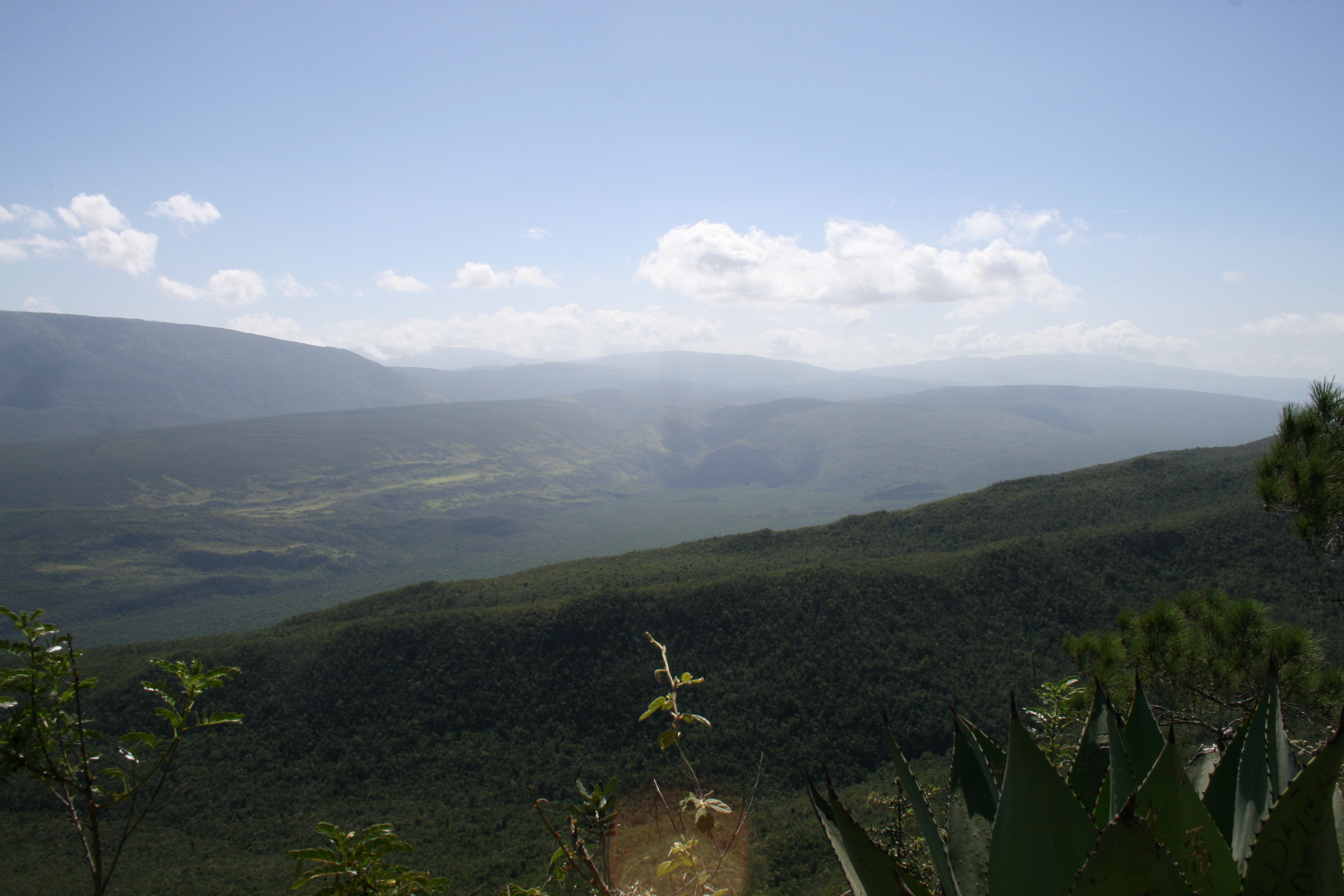
Hoyo de Pelempito en el parque nacional.

El parque nacional Sierra de Bahoruco es un parque nacional situado en la República Dominicana. Fue creado en 1983 mediante el Decreto Presidencial (No. 1315/83) sin definir claramente sus límites. Después de una sucesión de leyes y decretos la Ley Sectorial de Áreas Protegidas (No. 202-04) estableció sus límites actuales.

## Características
Junto a los parques nacionales Lago Enriquillo y Jaragua constituye una de las zonas núcleo de la reserva de biosfera Jaragua-Bahoruco-Enriquillo, creada el 6 de noviembre de 2002.
Se encuentra entre las provincias de Pedernales, Independencia,Barahona y colinda con la República de Haití. Posee una superficie de aproximadamente 1126 km². Parte del parque se corresponde a la Sierra de Bahoruco, en haitiano recibe el nombre de Massif de La Selle.
Constituye un ejemplo de estabilidad climática en el suroeste árido de la isla de La Española. Hay gran variedad de formaciones vegetales, que van desde el bosque seco a nivel del mar hasta el bosque húmedo en el centro del parque. En las montañas la temperatura media es 18 °C, y la precipitación anual media se sitúa entre 1000mm y 2500mm.

## Geología
La formación geológica de la Sierra de Bahoruco está cimentada en un sustrato carbonatado, las calizas sobre la que reposa son de carácter sedimentario y contienen variadas especies de algas.

## Vegetación y fauna
La vegetación posee un atractivo científico y botánico. Existen vastas superficies de pinares y grandes árboles de hojas anchas (latifoliadas), muestras de bosques mixtos y una gran variedad de orquídeas.
Se conocen 32 especies de aves endémicas que habitan la isla, de las cuales 30 se pueden encontrar en el parque nacional Sierra de Bahoruco. Entre estas especies endémicas se encuentran la cúa (Coccyzus rufigularis) que se encuentran en  peligro crítico de extinción, la cotorra (Amazona ventralis), el torico (Siphonorhis brewsteri), el cuervo (Corvus leucognaphalus), el chirri de Bahoruco (Calyptophilus tertius) y el zorzal de la Selle (Turdus swalesi) entre otras. También podemos encontrar especies nativas que se encuentran amenazadas o en peligro de extinción como la lechuza orejita (Asio stygius) y el guaraguaito de sierra (Accipiter striatus).
Esta área presenta un endemismo muy dominante debido a que formaba parte de una masa de tierra distinta. A esta división se le clasifica como de paleo islas y la Hispaniola se encontraba dividida en una paleo-isla norte y una paleo-isla sur, divididas por un canal marítimo que se encontraba en la hoya del Enriquillo donde sólo queda como remanente hoy día el lago Enriquillo y el lago Azuey.